# Пассажиры ночи
«Пассажиры ночи» (фр. Les passagers de la nuit) — художественный фильм 2022 года французского режиссёра Микаэля Эрса с Шарлоттой Генсбур в главной роли.

## Сюжет
Действие фильма происходит в 1980-х годах. Главная героиня, Элизабет, после ухода мужа вынуждена заново выстраивать жизнь с двумя детьми-подростками. Однажды она встречает молодую бездомную девушку-наркоманку Талулу, приводит её к себе домой, и та становится новым членом её семьи. Присутствие девушки благотворно сказывается и на Элизабет, и на её детях. Вскоре Талула исчезает, а через четыре года опять появляется. Сын Элизабет Матиас признаётся ей в любви, Талула отвергает его и снова отправляется в путь. В финале Элизабет переезжает в новую квартиру и вспоминает прошлое своей семьи, разглядывая старые фотографии.

## В ролях
- Шарлотта Генсбур — Элизабет Дави
- Ноэ Абита — Талула
- Куито Район Рихтер — Маттиас
- Меган Нортэм — Жюдит
- Эммануэль Беар — Ванда Дорваль

## Релиз и оценки
Съёмки «Пассажиров ночи» проходили в феврале — марте 2021 года в Париже и Кане. Премьерный показ состоялся 13 февраля 2022 года на 72-м Берлинском кинофестивале. 4 мая того же года фильм вышел в театральный прокат во Франции, 5 января 2023 года — в Германии.
Российский кинокритик Елена Плахова констатировала, что драматичные события в «Пассажирах ночи» показаны «чрезвычайно благопристойно — без экстрима, но и без современных пуританских наслоений». На сайте-агрегаторе отзывов Rotten Tomatoes фильм получил рейтинг 91% со средней оценкой 7,5 из 10.